# Puolanka
Puolanka (föråldrat svenskt namn: Puolango) är en kommun i landskapet Kajanaland i Finland. Puolanka har 2 446 invånare och har en yta på 2 598,68 km², varav 137,43 km² är vatten.
Grannkommuner är Hyrynsalmi, Paltamo, Pudasjärvi, Ristijärvi, Suomussalmi, Utajärvi och Vaala. 
Puolanka är enspråkigt finskt.

## Tätorter
Vid tätortsavgränsningen den 31 december 2021 fanns endast en tätort inom Puolanka kommuns område: Puolanka kyrkoby med 1 361 invånare.

## Politik

### Mandatfördelning i Puolanka kommun, valen 1976–2021
| 11 |  |  | 13 |  |

| 11 |  | 14 |  |

| 9 |  | 2 |  | 13 |  |

| 8 |  | 3 | 14 |  |

| 7 |  | 6 | 12 |  |

| 5 |  | 6 | 14 |  |

| 5 | 3 | 1 | 10 | 1 | 1 |

| 4 | 3 | 14 |

| 10 | 11 |

| 5 | 2 | 13 | 1 |

| 7 | 14 |

| 4 | 1 | 2 | 14 |

| 12 | 9 |

| 4 | 1 | 1 | 15 |

| 10 | 11 |

| 4 | 4 | 13 |

| 13 | 8 |

## Befolkningsutveckling
| Befolkningsutvecklingen i Puolanka kommun 1975–2020                                                          | Befolkningsutvecklingen i Puolanka kommun 1975–2020 | Befolkningsutvecklingen i Puolanka kommun 1975–2020 | Befolkningsutvecklingen i Puolanka kommun 1975–2020 | Befolkningsutvecklingen i Puolanka kommun 1975–2020 |
| --- | --------------------------------------------------- | --------------------------------------------------- | --------------------------------------------------- | --------------------------------------------------- |
| |                                                     |                                                     |                                                     |                                                     |
| År |                                                     |                                                     | Folkmängd                                           |                                                     |
| 1975 | 1975                                                |                                                     | 5 609                                               |                                                     |
| 1980 | 1980                                                |                                                     | 5 327                                               |                                                     |
| 1985 | 1985                                                |                                                     | 5 049                                               |                                                     |
| 1990 | 1990                                                |                                                     | 4 620                                               |                                                     |
| 1995 | 1995                                                |                                                     | 4 286                                               |                                                     |
| 2000 | 2000                                                |                                                     | 3 846                                               |                                                     |
| 2005 | 2005                                                |                                                     | 3 408                                               |                                                     |
| 2010 | 2010                                                |                                                     | 3 063                                               |                                                     |
| 2015 | 2015                                                |                                                     | 2 776                                               |                                                     |
| 2020 | 2020                                                |                                                     | 2 491                                               |                                                     |
| Anm: Uppgifterna avser förhållandena den 31 december nämnda år enligt områdesindelningen den 1 januari 2022. |                                                     |                                                     |                                                     |                                                     |